# Agdzhakend
Agdzhakend (azerbajdzjanska: Ağcakənd, armeniska: Khandzadzor, Խանճաճոր, ryska: Агджакенд) är en ort i Azerbajdzjan.   Den ligger i distriktet Xocavənd Rayonu, i den södra delen av landet, 280 kilometer väster om huvudstaden Baku. Agdzhakend ligger 1 391 meter över havet och antalet invånare är 137.
Terrängen runt Agdzhakend är kuperad åt sydväst, men åt nordost är den bergig. Närmaste större samhälle är Jebrail, 16,7 kilometer sydost om Agdzhakend. 
Trakten runt Agdzhakend består i huvudsak av gräsmarker. Runt Agdzhakend är det ganska glesbefolkat, med 45 invånare per kvadratkilometer.